# راكتير
راكتير هو برنامج حاسوب يعمل بالذكاء الاصطناعي يقوم بعمل نثرًا عشوائيًا باللغة الإنجليزية. تم نشره في 1984 بواسطة شركة ميند سكيب.[بحاجة لمصدر]

## التاريخ
راكتير، وهو اختصار لـراوٍ، من قبل ويليام تشامبرلين وتوماس إتر. تم الكشف عن وجود البرنامج في عام 1983 في كتاب بعنوان (لحية الشرطي نصف متكونة)، والذي تم وصفه بأنه مؤلف بالكامل من خلال هذا البرنامج. وفقًا لمقدمة تشامبرلين للكتاب، البرنامج الذي يُزعم أنه كتب الكتاب، لم يتم إصداره لعامة الناس. من المحتمل أن يكون التعقيد لهذا البرنامج مبالغًا فيه.
ومع ذلك، أصدرت شركة ميند سكيب في عام 1984 نسخة تفاعلية من برنامج راكتير، طورتها شركة إينراك، يمكن تشبيه الإصدار التجاري من راكتير بنسخة محوسبة من جنون ليبس، اللعبة التي تملأ فيها الفراغات مسبقًا ثم توصلها في قالب نصي لإنتاج قصة. حاول البرنامج التجاري تحليل مدخلات النص، وتحديد الأسماء والأفعال المهمة، والتي من خلالها يمكن أن تتجدد بعد ذلك لإنشاء «محادثات»، وتوصيل المدخلات من المستخدم في قوالب العبارات التي تم دمجها كذلك، جنبًا إلى جنب مع الوحدات النمطية في تصريف الأفعال الإنجليزية.
على النقيض من ذلك، فإن النص في لحية الشرطي، بصرف النظر عن تحريره من كمية كبيرة جدًا من المخرجات، كان من الممكن أن يكون ناتج من القوالب والوحدات النمطية الخاصة بشامبرلين، والتي لم يتم وضعها في الإصدار التجاري للبرنامج.